# Prosienicznik plamisty
Prosienicznik plamisty (Hypochaeris maculata L.) – gatunek rośliny należący do rodziny astrowatych. Występuje w Europie oraz w środkowej i zachodniej części Azji. W Polsce występuje na obszarze całego kraju, ale nierównomiernie. W północno-zachodniej, środkowej i południowo-wschodniej części kraju oraz w górach jest rzadki, w pozostałych regionach kraju jest dość częsty. W Karpatach znany jest tylko z kilkunastu stanowisk, na wielu z nich już wyginął.

## Morfologia
ŁodygaWzniesiona, o wysokości 25–100 cm, dołem owłosiona szorstkimi włoskami. Jest bezlistna lub ma 1-2 liście.
LiścieGłównie liście różyczkowe. Są podługowate, lub podłużnie eliptyczne, całobrzegie lub zatokowo ząbkowane i szorstko owłosione. Często mają czerwononabiegłe plamy (od nich pochodzi gatunkowa nazwa).
KwiatyZłocistożółte, zebrane w 1-3 koszyczkii. Okrywa ma długość 17–23 mm, a jej listki są wąskolancetowate, całobrzegie i mają gęsto orzęsione brzegi.
OwocMają długość 10–17 mm i zaopatrzone są w dzióbek Posiadają puch kielichowy o pierzastych włoskach w jednym szeregu.

## Biologia i ekologia
Bylina, hemikryptofit: Kwitnie od czerwca do sierpnia. Nasiona są rozsiewane przez wiatr (anemochoria). Rośnie w murawach i w świetlistych lasach. Liczba chromosomów 2n = 10.

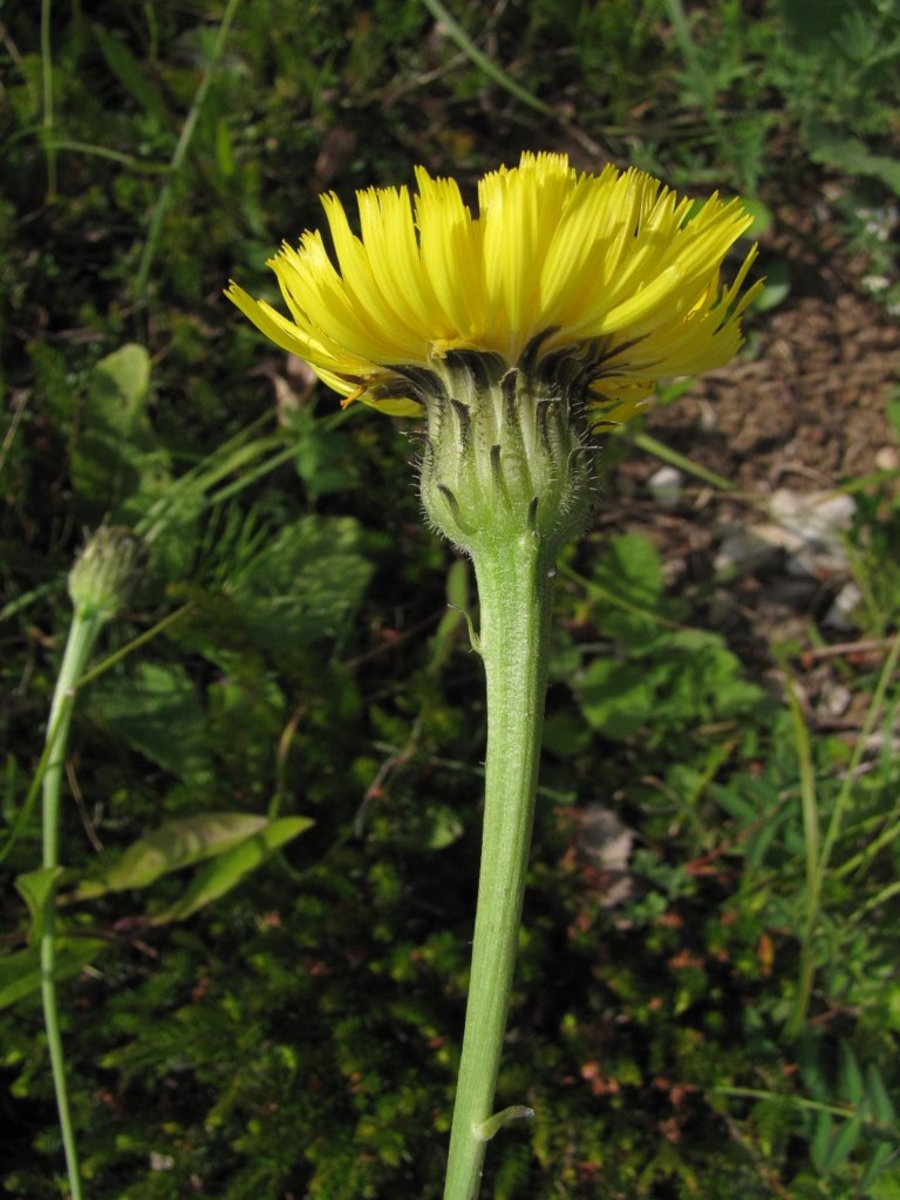
Kwiatostany
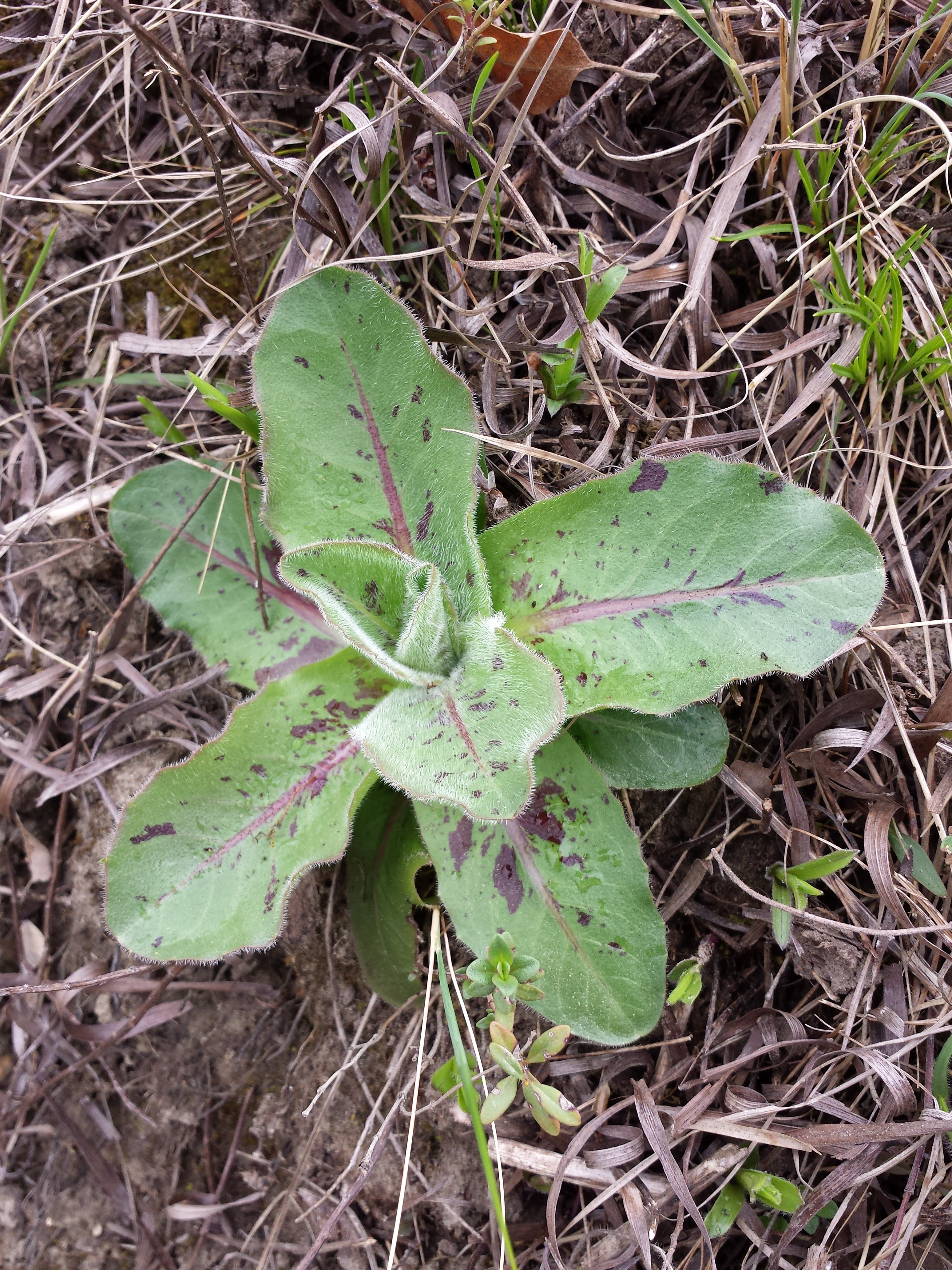
Liście
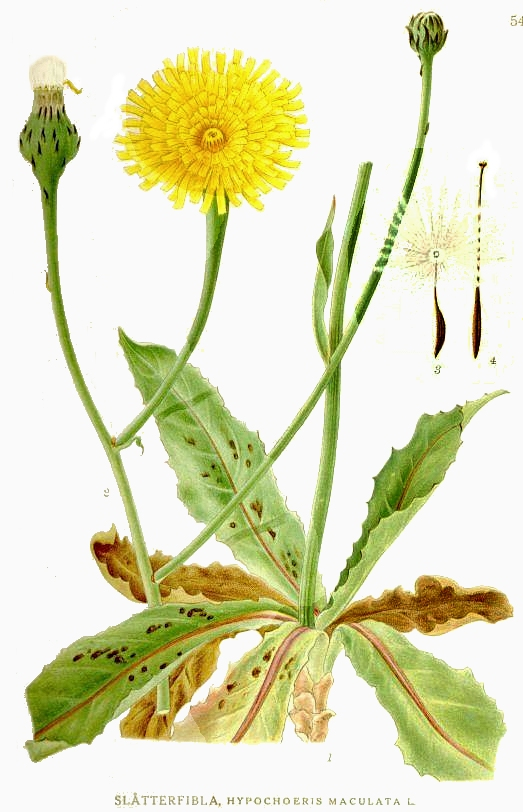
Morfologia
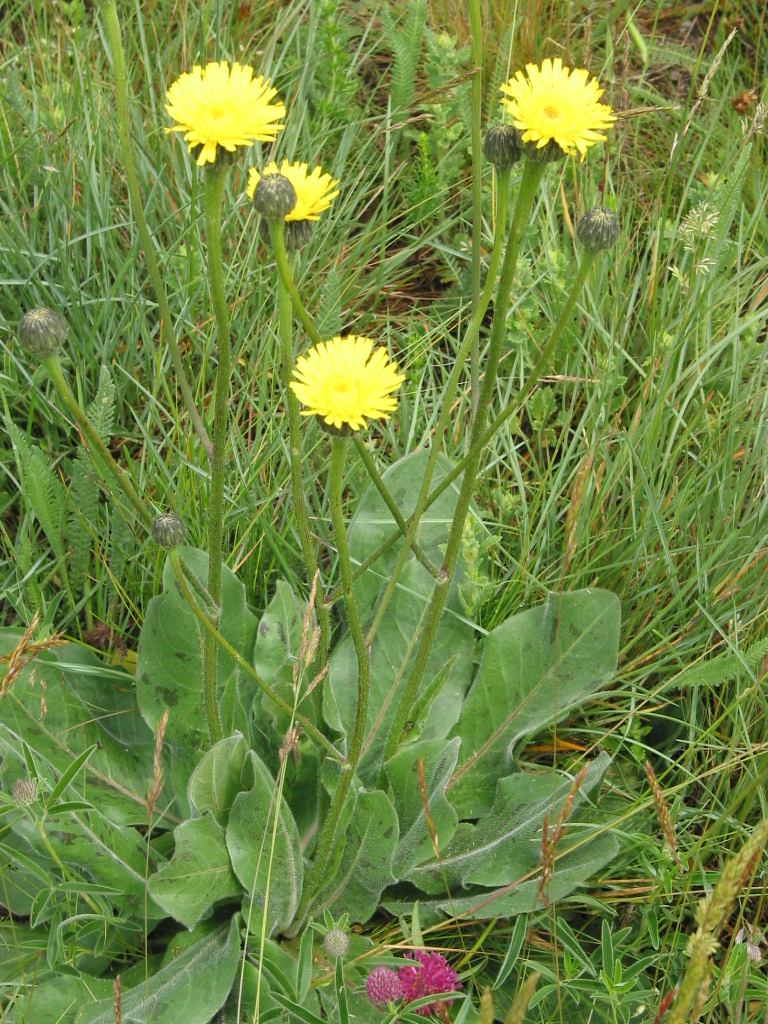
Pokrój